# 260 (număr)
260 (două sute șaizeci) este numărul natural care urmează după 259 și precede pe 261 într-un șir crescător de numere naturale.

## În matematică
260:
- Este un număr par.[1][2]
- Este un număr compus.[3]
- Este un număr abundent.[4][5]
- Este un număr Erdős-Woods[6][7]
- Este un număr rotund.[8][9]
- Este un număr semiperfect (pseudoperfect).[10][11]
- Este un număr endecagonal.[12][13]
- Este numărul soluțiilor din problema damelor de pe tabla de șah 8 × 8.
- Este constanta magică a pătratului magic 8 × 8 al lui Benjamin Franklin:[14]

| 52 | 61 | 4  | 13 | 20 | 29 | 36 | 45 |
| 14 | 3  | 62 | 51 | 46 | 35 | 30 | 19 |
| 53 | 60 | 5  | 12 | 21 | 28 | 37 | 44 |
| 11 | 6  | 59 | 54 | 43 | 38 | 27 | 22 |
| 55 | 58 | 7  | 10 | 23 | 26 | 39 | 42 |
| 9  | 8  | 57 | 56 | 41 | 40 | 25 | 24 |
| 50 | 63 | 2  | 15 | 18 | 31 | 34 | 47 |
| 16 | 1  | 64 | 49 | 48 | 33 | 32 | 17 |

## În știință

### În astronomie
- Obiectul NGC 260 din New General Catalogue este o galaxie spirală cu o magnitudine 13,6 în constelația Andromeda.
- 260 Huberta este un asteroid din centura principală.
- 260P/McNaught este o cometă periodică din sistemul nostru solar.

## În alte domenii
260 se poate referi la:
- Numărul de zile al calendarului mayaș Tzolk'in.

## Întregi de la 261 la 269

### 261
261 este un număr impar, număr harshad, număr norocos, numărul desfășuratelor unui tesseract.

### 262
262 = 2·131, este un număr par, număr semiprim, palindromic.

### 263
263 este un număr impar, un număr prim.
Este un număr Bernoulli, număr Euler, un număr fericit.
Este suma a cinci numere prime consecutive (263 = 43 + 47 + 53 + 59 + 61).

### 264
264 = 23·3·11, este un număr par, un număr abundent, un număr harshad, un număr rotund și un număr semiperfect (pseudoperfect).
Suma tuturor numerelor din 2 cifre care se pot face cu cifrele lui 264 este: 24 + 42 + 26 + 62 + 46 + 64 = 264.

### 265
265 = 5·53, este un număr impar, un număr semiprim, un număr Smith, număr centrat pătratic.
Face parte din șirul Padovan, și este numărul de deranjamente a 6 elemente.

### 266
266 = 2·7·19, este un număr par, un număr Devlali (engleză self), număr harshad,, număr nontotient, noncototient. număr sfenic.
Este un repdigit în baza 11 (22211).
Esteindicele celor mai mari subgrupuri proprii ale grupului sporadic cunoscut sub numele de grupul Janko J1.

### 267
267 = 3·89 este un număr impar, un număr semiprim.
Este numărul grupurilor de ordinul 64.

### 268
268 = 22·67, este un număr par, intangibil, noncototient.
Este un număr Erdős-Woods
Este cel mai mic număr la care produsul cifrelor sale este de 6 ori suma cifrelor sale (2 × 6 × 8 = 6 × (2 + 6 + 8).

### 269
269 este un număr impar, un număr prim,
un prim aditiv,
un prim bun,
un prim Chen,
un prim Eisenstein fără parte imaginară și partea reală de forma 3n − 1,
un prim Labos,
un prim lung,
un prim Pillai,
un prim Ramanujan
și un prim tare.
Împreună cu numărul prim 271 formează o pereche de numere prime gemene, fiind numărul cel mai mic din pereche.
Este un număr extrem cototient, strict nepalindromic.
Este suma a trei numere prime consecutive (83 + 89 + 97).